# Cantone di Fezensac
Il Cantone di Fezensac è una divisione amministrativa dell'arrondissement di Auch, dell'arrondissement di Condom e dell'arrondissement di Mirande.
È stato costituito a seguito della riforma approvata con decreto del 26 febbraio 2014, che ha avuto attuazione dopo le elezioni dipartimentali del 2015.

## Composizione
Comprende i 33 comuni di:
- Bascous
- Bazian
- Belmont
- Bezolles
- Caillavet
- Callian
- Castillon-Debats
- Cazaux-d'Anglès
- Courrensan
- Dému
- Gazax-et-Baccarisse
- Justian
- Lannepax
- Lupiac
- Marambat
- Mirannes
- Mourède
- Noulens
- Peyrusse-Grande
- Peyrusse-Vieille
- Préneron
- Ramouzens
- Riguepeu
- Roquebrune
- Roques
- Rozès
- Saint-Arailles
- Saint-Jean-Poutge
- Saint-Paul-de-Baïse
- Saint-Pierre-d'Aubézies
- Séailles
- Tudelle
- Vic-Fezensac